# 澳大利亚社会党 (1930年)
澳大利亚社会党（英語：Socialist Party of Australia，缩写为SPA）是澳大利亚历史上的一个政党。1930年，该党成立。1970年，该党停止活动。该党的意识形态是不可能主义、社会主义、马克思主义。该党出版刊物《社会主义评论》。该党是世界社会主义运动的成员。